# Jean-Louis Fisson-Jaubert
Jean-Louis Fisson-Jaubert est un homme politique français né le 7 décembre 1752 à Cadillac (Gironde) et décédé le 6 décembre 1804 au même lieu.
Médecin à Cadillac, il est député du tiers état aux États généraux de 1789 pour la sénéchaussée de Bordeaux.

## Sources
- « Jean-Louis Fisson-Jaubert », dans Adolphe Robert et Gaston Cougny, Dictionnaire des parlementaires français, Edgar Bourloton, 1889-1891 [détail de l’édition]